# 阿姆拉 (阿爾及利亞)
34°55′N 7°01′E / 34.917°N 7.017°E

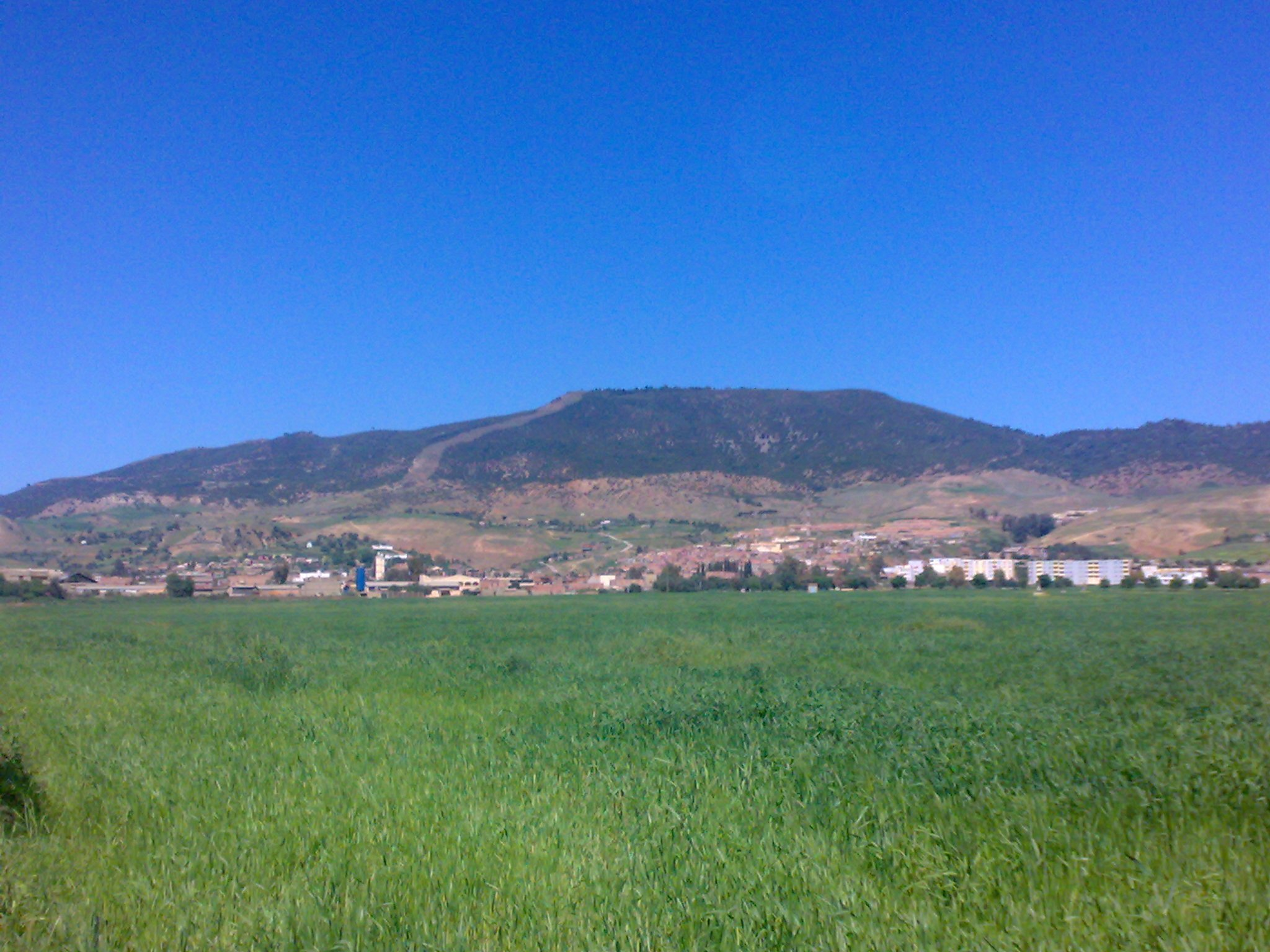

阿姆拉（阿拉伯语：‎），是阿爾及利亞的城鎮，位於該國北部艾因迪夫拉省，是阿姆拉區的首府，面積250平方公里，2008年人口31,073，人口密度每平方公里124人。